# Morris Selig Kharasch
Morris Selig Kharasch (1895-1957) est chimiste pionnier en chimie organique.
Morris Kharasch est en particulier connu pour son travail dans les additions radicalaires et les polymérisations. Il définit l'effet peroxyde expliquant comment une orientation anti-Markovnikov pouvait être obtenue lors d'une addition radicalaire.

## Biographie
Kharash est né en 1895 en Ukraine et il émigre aux États-Unis à l'âge de 13 ans. En 1919, il obtient un doctorat en chimie à l'université de Chicago où il passe par la suite l'essentiel de sa carrière scientifique.

## Travaux scientifiques
Dans les années 1920, il travaille essentiellement à la synthèse de composés anti-microbiens. En 1929, il brevète le thimerosal qui est en particulier introduit dans certains vaccins comme agent de conservation à partir de 1931.
Lorsque la Seconde Guerre mondiale commence, le gouvernement américain éprouve la nécessité de fabriquer du caoutchouc synthétique et emploie pour cela les meilleurs chimistes du pays. En 1942, Kharasch rejoint l'American Synthetic Rubber Research Program et applique ses découvertes dans le domaine des réactions radicalaires pour polymériser du styrène.
À la fin de sa vie, Kharasch s'intéresse à l'étude des réactions de Grignard et il cosigne un livre avec O. Reinmuth intitulé Grignard Reactions of Nonmetallic Substances.